# Felix Behrend (Ingenieur)

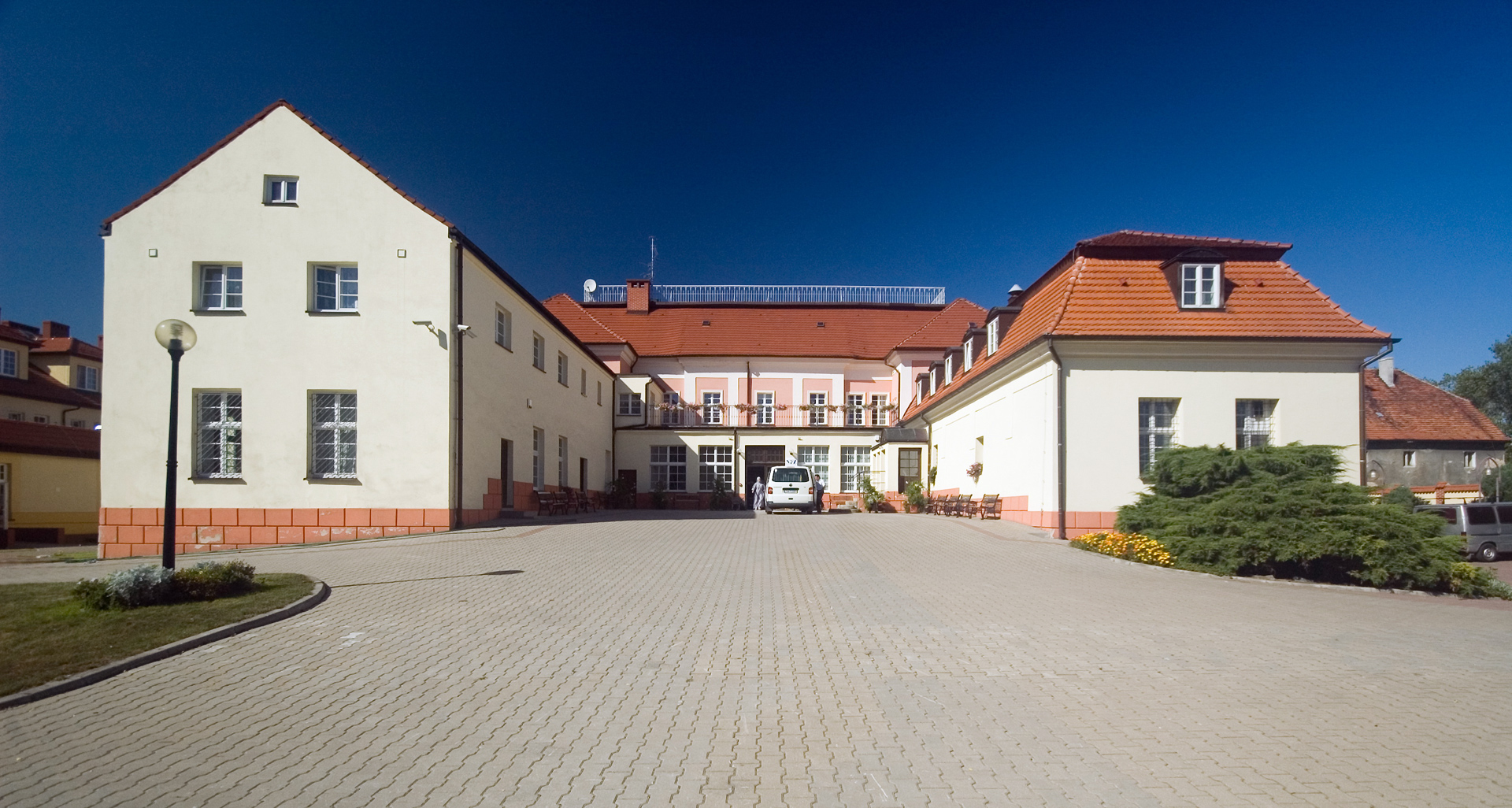
Schloss Wirrwitz – Heimat von Felix Behrend und seiner Familie

Felix Gerhard Behrend (* 23. November 1875 in Konschütz, Westpreußen; † nach 1935) war ein deutscher Ingenieur. Er war beratender Ingenieur und Ehrensenator der Technischen Hochschule Breslau.

## Leben
Er war der Sohn des Rittergutsbesitzer Gerhard Behrend und dessen Ehefrau Anna geborene Misch und kam in Westpreußen zur Welt und wurde evangelisch getauft. Nach dem Besuch eines Kadettenkorps wechselte Felix Behrend auf das Realgymnasium und zuletzt auf das Gymnasium. Danach war er zeitweise auf der Kaiser Werft in Danzig und bei F. Schichau in Elbing tätig. Danach studierte Felix Behrend an der Technischen Hochschule Dresden. Im November 1915 trat er bei  den S. & H. und der E.-A.-G. vormals Lahmeyer bzw. Felten & Guilleaume-Lahmeyerwerken A.-G. Frankfurt am Main in den Dienst. Im Jahre 1924 wurde er Direktor und technischer Vorstand des Siemens-Büros in Stettin und in Breslau. Er hatte sich auf soziale und wirtschaftspolitische Tätigkeiten spezialisiert.
Felix Behrend war Mitglied im Verein Deutscher Ingenieure (VDI) und im Pommerschen Bezirksverein des VDI. Ferner war er bereits als Direktor der S. S. W. Breslau Mitglied des Elektrotechnischen Vereins Breslau.

## Familie
Er war verheiratet mit Meta, der Tochter des Gutsbesitzers Gustav Schwartz und dessen Ehefrau Mathilde geborene Gertz. Aus der Ehe gingen die Kinder Gerhard (* 1905), Eva (* 1908), Hilde (* 1915) und Beate (* 1918) hervor. Er bewohnte mit seiner Familie das Schloss Wirrwitz im Kreis Breslau-Land.

## Ehrungen
- Verdienstkreuz für Kriegshilfe
- Schlesischer Adler II. Klasse
- Senator e. h. der Technischen Hochschule Breslau[4]